# Campeonato Nacional del USAC

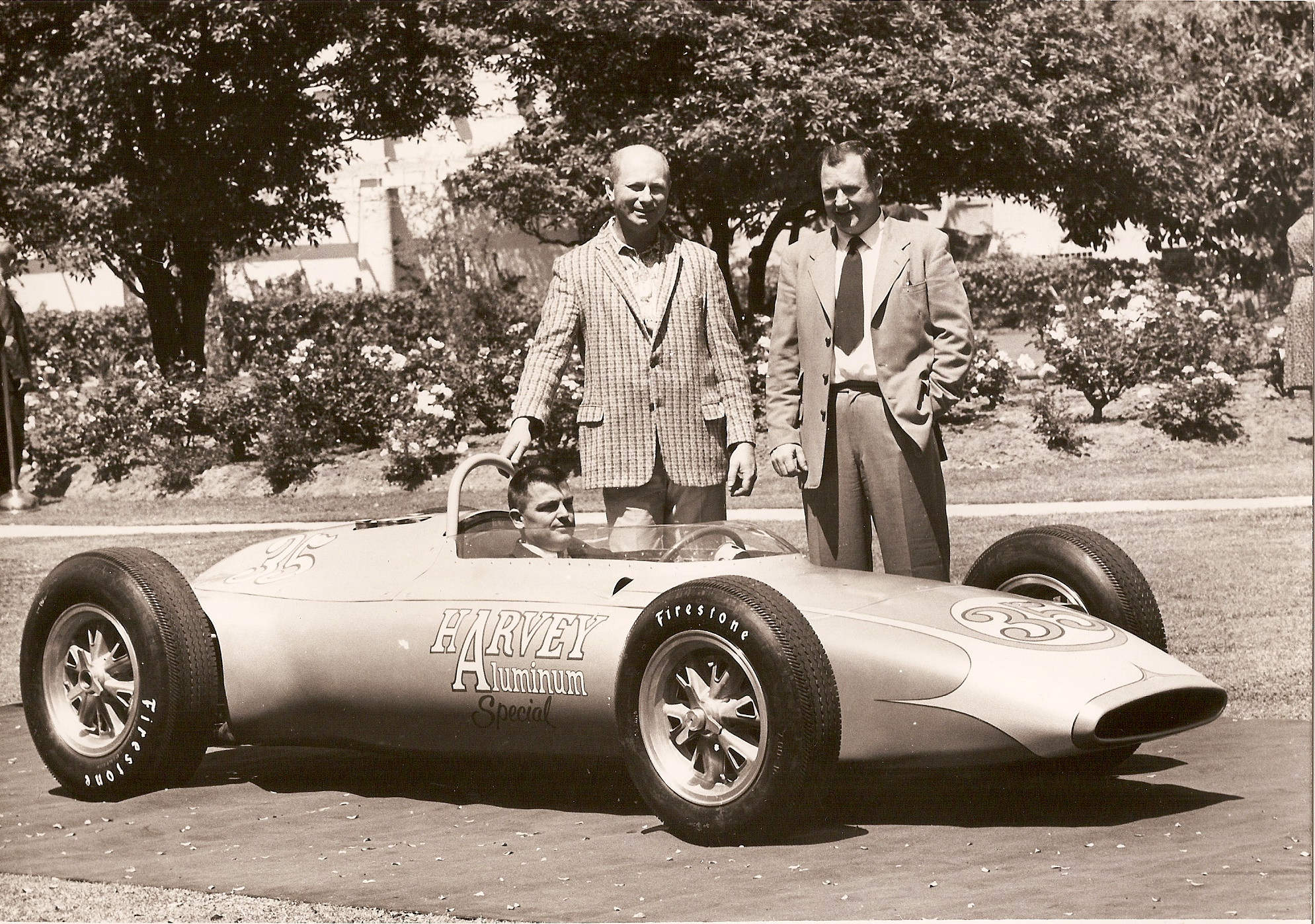
Harvey Aluminum Special de Mickey Thompson de las 500 Millas de Indianápolis de 1962.

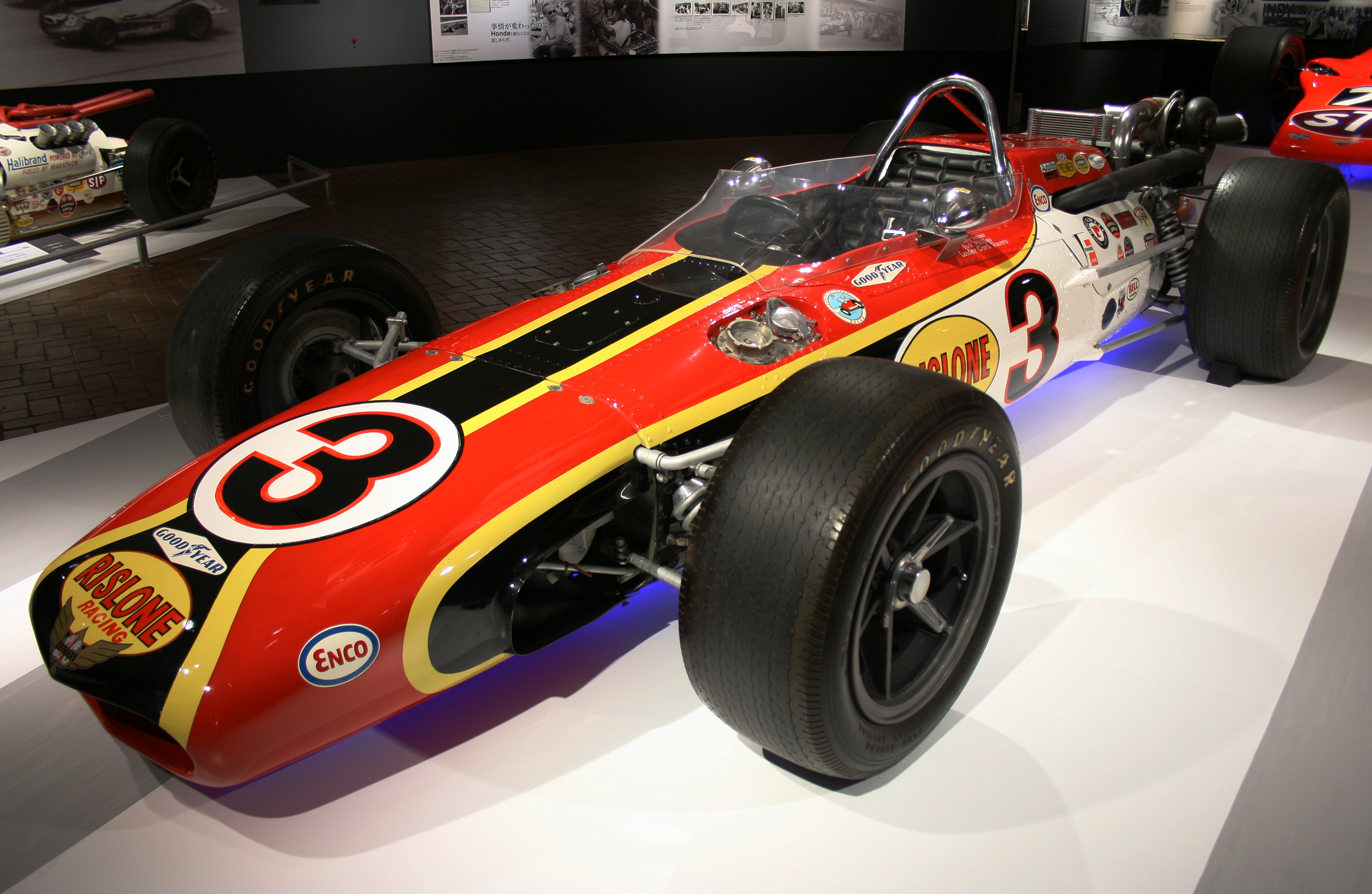
Eagle-Offy que Bobby Unser utilizó en su victoria en las 500 Millas de Indianápolis de 1968.

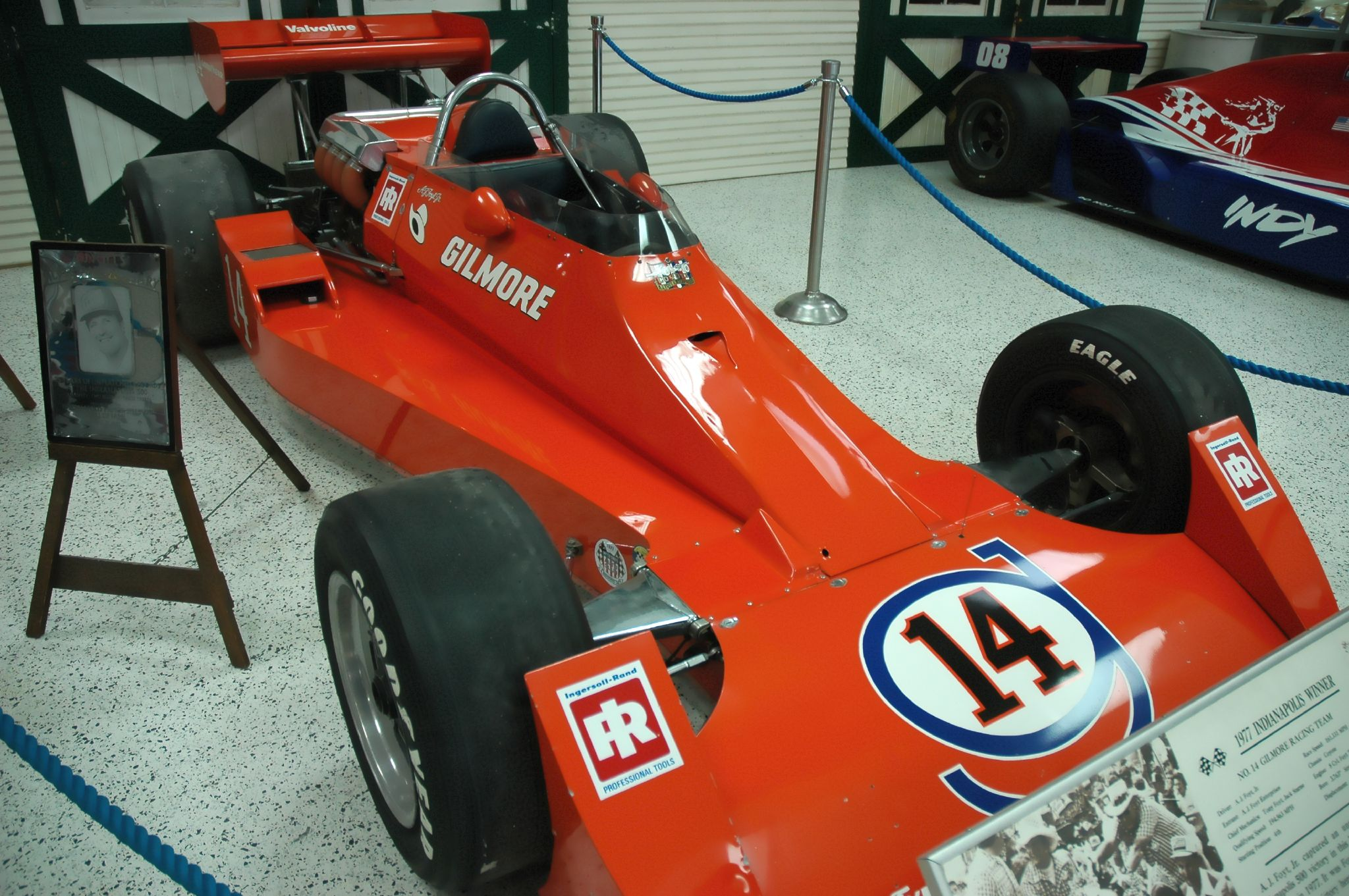
Coyote-Foyt que A. J. Foyt hizo triunfar en las 500 Millas de Indianápolis de 1977.

El Campeonato Nacional del USAC (en inglés: USAC National Championship Trail o USAC Championship Car) fue un campeonato de automovilismo que se disputó principalmente en Estados Unidos entre los años 1956 y 1984. Fue el principal campeonato de monoplazas de la región durante gran parte de su existencia, contando con las 500 Millas de Indianápolis como evento principal. Entre sus pilotos más exitosos se encuentran A. J. Foyt, Mario Andretti, Al Unser, Bobby Unser, Gordon Johncock, Johnny Rutherford, Tom Sneva y Rodger Ward. El Campeonato Nacional del USAC sustituyó al Campeonato Nacional de la AAA, y fue desplazado en 1980 por la serie CART.

## Historia

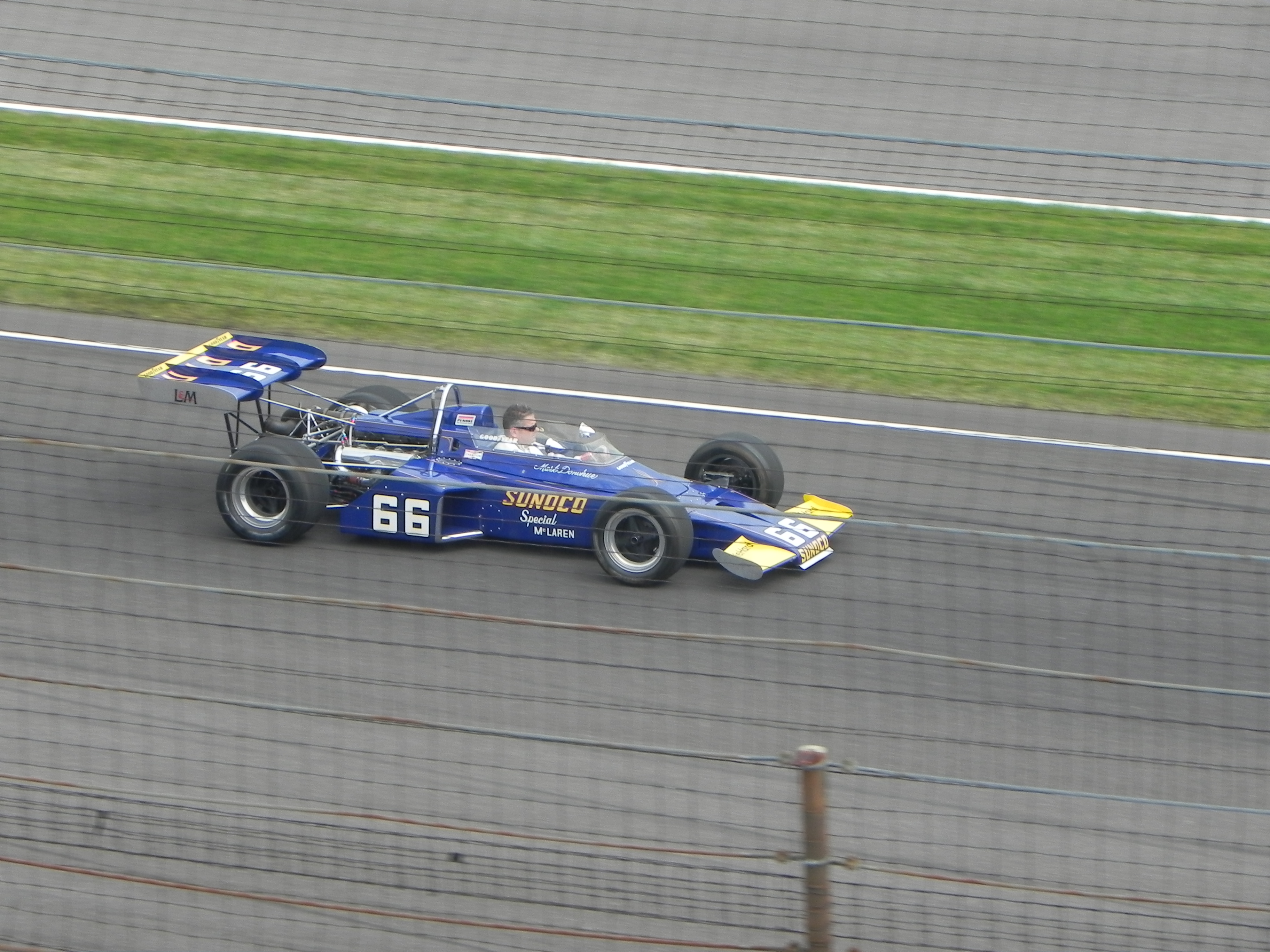
Coche Ganador de las 500 millas de Indianápolis de 1972.

A mediados de 1955 ocurrieron varias fatalidades en monoplazas, entre ellas la de Manuel Ayulo entrenando en Indianápolis, Alberto Ascari en Monza, Bill Vukovich en las 500 Millas de Indianápolis, y el desastre de Le Mans donde murieron Pierre Levegh y 82 espectadores. Ante la situación, la Comisión de Competición de la AAA dejó de organizar el Campeonato Nacional de la AAA iniciado en 1902. El dueño de Indianapolis Motor Speedway, Tony Hulman, fundó el United States Auto Club y tomó la organización de las competencias de monoplazas.
Durante la década de 1960, al igual que en la Fórmula 1, los automóviles Indy con motor delantero fueron desplazados por los de motor trasero, más bajos y con mejor reparto de pesos.
Hulman murió en 1977, y en 1978 ocho dirigentes del USAC fallecieron en un accidente de aviación. Ese año, varios competidores liderados por Dan Gurney, Carl Hogan, Roger Penske y Pat Patrick intentaron formar una organización propia, que se encargaría de promocionar las distintas carreras del campeonato, negociar los derechos televisivos, mejorar las bolsas de premios y elaborar el reglamento técnico; la fiscalización de las carreras quedaría en manos del USAC. El USAC rechazó la propuesta, y el grupo decidió formar su propio campeonato, la serie CART, con la fiscalización del Sports Car Club of America.
La mayoría de los equipos fuertes dejaron el Campeonato Nacional del USAC y se unieron a la serie CART para su temporada inaugural en 1979. Algunos, como A. J. Foyt, permanecieron leales a la familia Hulman y continuaron disputando el certamen. En 1980 hubo un intento de organizar un campeonato en conjunto, pero a mitad de temporoada cancelaron el acuerdo. El Campeonato Nacional del USAC se continuó organizando hasta 1984, con unas pocas carreras por temporada. Las 500 Millas de Indianápolis fue puntuable para la CART, excepto en 1980 y 1981, y el USAC continuó fiscalizando la carrera hasta 1997.
La USAC sancionó las primeras dos temporadas de la Indy Racing League (1996/1997) hasta las dos polémicas carreras como la Indy 500 y la siguiente de Texas demostrando la ineptitud de la organización, que poco después acabó removida de la categoría.

## Sistema de puntuación
Hasta 1977, el sistema de puntuación del Campeonato Nacional del USAC no varió significativamente. Se puntuaba a los 12 primeros, y la cantidad de puntos era directamente proporcional al largo de la carrera. La escala de las 500 Millas de Indianápolis era de 1000 puntos al ganador, 800 al segundo, 700 al tercero, y luego 600, 500, 400, 300, 250, 200, 150, 100 y 50. Por tanto, el ganador de una carrera de 200 millas obtenía 400 puntos, y el de una carrera de 100 millas conseguía 200 puntos. A partir de 1978, se otorgaron puntos a todos los competidores.
Este sistema premiaba los logros en las carreras más importantes, que eran precisamente las de mayor duración.  En contraste, permitía que los pilotos quedaran bien colocados asistiendo únicamente a las carreras de mayor distancia y puntuación, y ausentándose a otras más cortas. Eso disminuía la cantidad de pilotos de primer nivel en dichas competencias, con lo que sus ganadores eran devaluados. La serie CART cambió el sistema en 1983 por una escala de puntos única.

## Circuitos

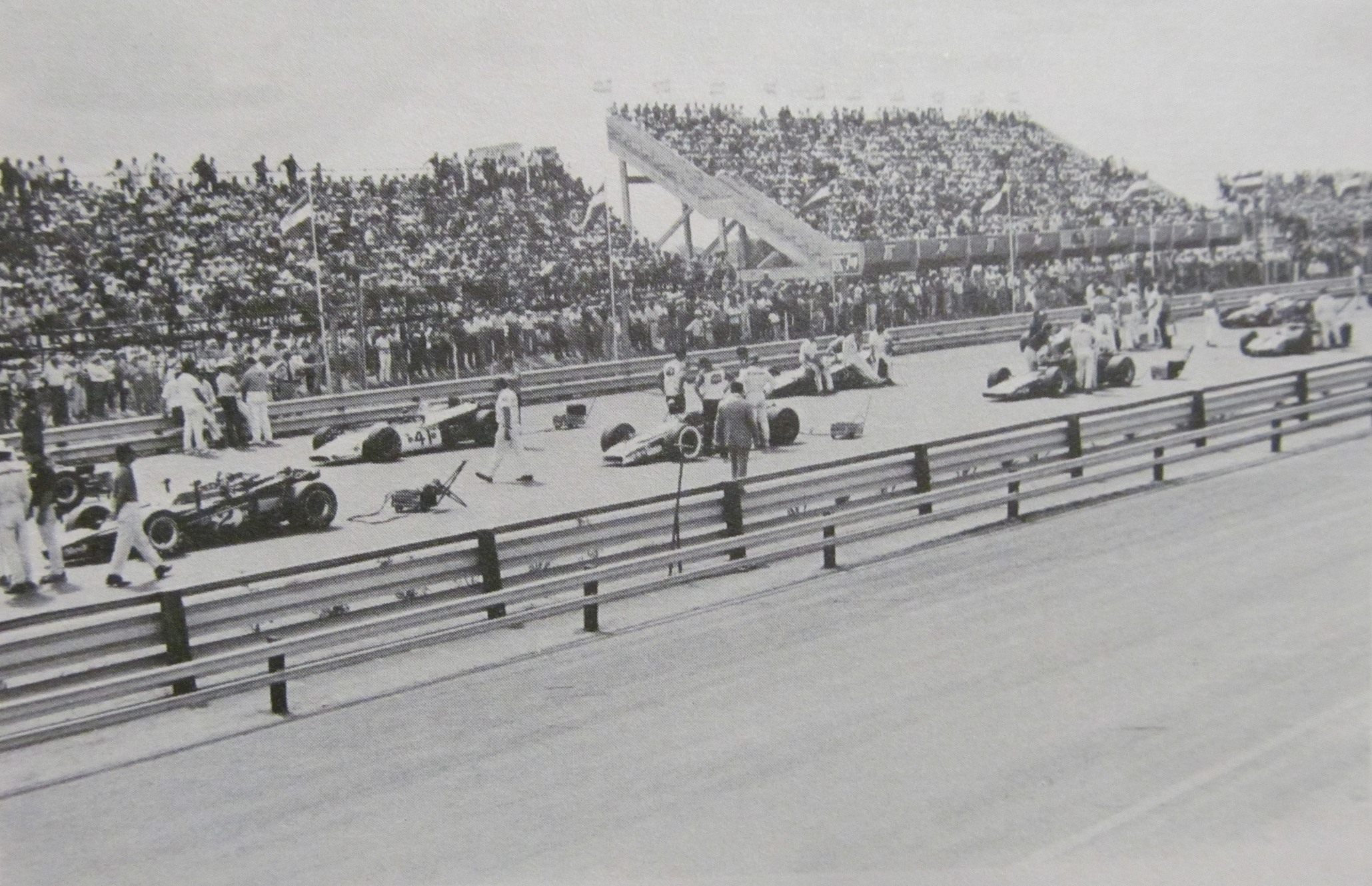
Prueba del Campeonato Nacional del USAC en el Circuito de Rafaela, Argentina, disputada en 1971

La mayoría de las carreras del Campeonato Nacional del USAC se celebraron en óvalos. La categoría compitió en óvalos de tierra desde sus inicios hasta 1970, y luego a partir de 1981 en su etapa final. El certamen compitió en circuitos mixtos desde 1965 hasta 1970, dejó de hacerlo a principios de la década de 1970 ante el surgimiento de la categoría rival Fórmula 5000 Estadounidense, y luego volvió a correr en ellos en 1977, 1978 y 1980.
El Campeonato Nacional del USAC disputó varias carreras fuera de Estados Unidos, no todas ellas puntuables. En 1966, la categoría visitó Fuji Speedway en Japón. En 1967 y 1969, el USAC disputó fechas en los circuitos mixtos de Mosport Park y Mont-Tremblant, en Canadá. La primera fecha de 1971 se corrió en el óvalo de Rafaela, en Argentina.
Asimismo, la Carrera de los Dos Mundos disputada en el óvalo de Monza en Italia en 1957 y 1958 contó con la presencia de automóviles Indy, además de Fórmula 1 y automóviles deportivos. La carrera de montaña Pikes Peak permitió automóviles Indy hasta 1970, y fue puntuable para el Campeonato Nacional del USAC desde 1965 hasta 1969.

## Campeones por temporadas y estadísticas
La siguiente tabla muestra las temporadas, los campeones de cada temporada, los ganadores de las 500 Millas de Indianapolis durante la época del Campeonato Nacional del USAC, el tipo de circuito donde se corrió y otros datos estadísticos encontrados:
| Año                          | Carreras                     | Carreras                     | Carreras                     | Carreras                     | Carreras                     | Campeón                      | Ganador de Indy 500          | Pilotos                      | Pilotos                      | Ref.                         |                              |
| Año                          | Óvalos de tierra             | Carreras de montaña          | Óvalos pavimentados          | Circuito                     | Total                        | Campeón                      | Ganador de Indy 500          | N.º                          | Accidentes fatales           | Ref.                         |                              |
| Campeonato Nacional del USAC | Campeonato Nacional del USAC | Campeonato Nacional del USAC | Campeonato Nacional del USAC | Campeonato Nacional del USAC | Campeonato Nacional del USAC | Campeonato Nacional del USAC | Campeonato Nacional del USAC | Campeonato Nacional del USAC | Campeonato Nacional del USAC | Campeonato Nacional del USAC | Campeonato Nacional del USAC |
| ---------------------------- | ---------------------------- | ---------------------------- | ---------------------------- | ---------------------------- | ---------------------------- | ---------------------------- | ---------------------------- | ---------------------------- | ---------------------------- | ---------------------------- | ---------------------------- |
| 1956                         | 8 (1)                        | (1)                          | 4 (1)                        | -                            | 12 (3)                       | Jimmy Bryan                  | Pat Flaherty                 | 36                           | -                            | [ 1 ] [ 2 ]                  |                              |
| 1957                         | 9 (1)                        | (1)                          | 4 (3)                        | -                            | 13 (5)                       | Jimmy Bryan                  | Sam Hanks                    | 41                           | 1                            | [ 3 ] [ 4 ]                  |                              |
| 1958                         | 8 (1)                        | (1)                          | 5 (3)                        | -                            | 13 (5)                       | Tony Bettenhausen            | Jimmy Bryan                  | 38                           | 3                            | [ 5 ] [ 6 ]                  |                              |
| 1959                         | 7 (1)                        | (1)                          | 6 (1)                        | -                            | 13 (3)                       | Rodger Ward                  | Rodger Ward                  | 50                           | 7                            | [ 7 ] [ 8 ]                  |                              |
| 1960                         | 7 (1)                        | (1)                          | 5                            | -                            | 12 (2)                       | A. J. Foyt                   | Jim Rathmann                 | 45                           | 1                            | [ 9 ] [ 10 ]                 |                              |
| 1961                         | 7                            | (1)                          | 5                            | -                            | 12 (1)                       | A. J. Foyt                   | A. J. Foyt                   | 43                           | 2                            | [ 11 ] [ 12 ]                |                              |
| 1962                         | 7                            | (1)                          | 6                            | -                            | 13 (1)                       | Rodger Ward                  | Rodger Ward                  | 39                           | 1                            | [ 13 ] [ 14 ]                |                              |
| 1963                         | 6                            | (1)                          | 6                            | -                            | 12 (1)                       | A. J. Foyt                   | Parnelli Jones               | 36                           | -                            | [ 15 ] [ 16 ]                |                              |
| 1964                         | 5                            | (1)                          | 8                            | -                            | 13 (1)                       | A. J. Foyt                   | A. J. Foyt                   | 46                           | 4                            | [ 17 ] [ 18 ]                |                              |
| 1965                         | 4                            | 1                            | 12                           | 1                            | 18                           | Mario Andretti               | Jim Clark                    | 57                           | -                            | [ 19 ] [ 20 ]                |                              |
| 1966                         | 4                            | 1                            | 10                           | 1 (1)                        | 16 (1)                       | Mario Andretti               | Graham Hill                  | 57                           | 1                            | [ 21 ] [ 22 ]                |                              |
| 1967                         | 4                            | 1                            | 10                           | 6                            | 21                           | A. J. Foyt                   | A. J. Foyt                   | 62                           | -                            | [ 23 ] [ 24 ]                |                              |
| 1968                         | 5                            | 1                            | 13                           | 9                            | 28                           | Bobby Unser                  | Bobby Unser                  | 68                           | 2                            | [ 25 ] [ 26 ]                |                              |
| 1969                         | 5                            | 1                            | 10                           | 8                            | 24                           | Mario Andretti               | Mario Andretti               | 72                           | -                            | [ 27 ] [ 28 ]                |                              |
| 1970                         | 5                            | (1)                          | 10                           | 3                            | 18 (1)                       | Al Unser                     | Al Unser                     | 55                           | -                            | [ 29 ] [ 30 ]                |                              |
| 1971                         | -                            | -                            | 12                           | -                            | 12                           | Joe Leonard                  | Al Unser                     | 44                           | -                            | [ 31 ] [ 32 ]                |                              |
| 1972                         | -                            | -                            | 10                           | -                            | 10                           | Joe Leonard                  | Mark Donohue                 | 42                           | 1                            | [ 33 ] [ 34 ]                |                              |
| 1973                         | -                            | -                            | 16                           | -                            | 16                           | Roger McCluskey              | Gordon Johncock              | 36                           | 3                            | [ 35 ] [ 36 ]                |                              |
| 1974                         | -                            | -                            | 14                           | -                            | 14                           | Bobby Unser                  | Johnny Rutherford            | 37                           | -                            | [ 37 ] [ 38 ]                |                              |
| 1975                         | -                            | -                            | 13                           | -                            | 13                           | A. J. Foyt                   | Bobby Unser                  | 38                           | -                            | [ 39 ] [ 40 ]                |                              |
| 1976                         | -                            | -                            | 13                           | -                            | 13                           | Gordon Johncock              | Johnny Rutherford            | 39                           | -                            | [ 41 ] [ 42 ]                |                              |
| 1977                         | -                            | -                            | 13                           | 1                            | 14                           | Tom Sneva                    | A. J. Foyt                   | 41                           | -                            | [ 43 ] [ 44 ]                |                              |
| 1978                         | -                            | -                            | 15                           | 3                            | 18                           | Tom Sneva                    | Al Unser                     | 45                           | -                            | [ 45 ] [ 46 ]                |                              |
| 1979                         | -                            | -                            | 7                            | -                            | 7                            | A. J. Foyt                   | Rick Mears                   | 32                           | -                            | [ 47 ] [ 48 ]                |                              |
| Championship Racing League   |                              |                              |                              |                              |                              |                              |                              |                              |                              |                              |                              |
| 1980                         | -                            | -                            | 4                            | 1                            | 5                            | Johnny Rutherford            | Johnny Rutherford            | 57                           | -                            | [ 49 ] [ 50 ]                |                              |
| Trofeo USAC Gold Crown       |                              |                              |                              |                              |                              |                              |                              |                              |                              |                              |                              |
| 1981-1982                    | 3                            | -                            | 3                            | -                            | 6                            | George Snider                | Bobby Unser*                 | 51                           | 1                            | [ 51 ] [ 52 ]                |                              |
| 1981-1982                    | 3                            | -                            | 3                            | -                            | 6                            | George Snider                | Gordon Johncock*             | 51                           | 1                            | [ 51 ] [ 52 ]                |                              |
| 1982-1983                    | 3                            | -                            | 1                            | -                            | 4                            | Tom Sneva                    | Tom Sneva                    | 39                           | -                            | [ 53 ] [ 54 ]                |                              |
| 1983-1984                    | 1                            | -                            | 1                            | -                            | 2                            | Rick Mears                   | Rick Mears                   | 39                           | -                            | [ 55 ] [ 56 ]                |                              |
| 1984-85                      | -                            | -                            | 1                            | -                            | 1                            | Danny Sullivan               | Danny Sullivan               | 32                           | -                            | [ 57 ]                       |                              |
| 1985-86                      | -                            | -                            | 1                            | -                            | 1                            | Bobby Rahal                  | Bobby Rahal                  | 33                           | -                            | [ 58 ]                       |                              |
| 1986-87                      | -                            | -                            | 1                            | -                            | 1                            | Al Unser                     | Al Unser                     | 33                           | -                            | [ 59 ]                       |                              |
| 1987-88                      | -                            | -                            | 1                            | -                            | 1                            | Rick Mears                   | Rick Mears                   | 33                           | -                            | [ 60 ]                       |                              |
| 1988-89                      | -                            | -                            | 1                            | -                            | 1                            | Emerson Fittipaldi           | Emerson Fittipaldi           | 33                           | -                            | [ 61 ]                       |                              |
| 1989-90                      | -                            | -                            | 1                            | -                            | 1                            | Arie Luyendyk                | Arie Luyendyk                | 33                           | -                            | [ 62 ]                       |                              |
| 1990-91                      | -                            | -                            | 1                            | -                            | 1                            | Rick Mears                   | Rick Mears                   | 33                           | -                            | [ 63 ]                       |                              |
| 1991-92                      | -                            | -                            | 1                            | -                            | 1                            | Al Unser, Jr.                | Al Unser, Jr.                | 33                           | 1                            | [ 64 ]                       |                              |
| 1992-93                      | -                            | -                            | 1                            | -                            | 1                            | Emerson Fittipaldi           | Emerson Fittipaldi           | 33                           | -                            | [ 65 ]                       |                              |
| 1993-94                      | -                            | -                            | 1                            | -                            | 1                            | Al Unser, Jr.                | Al Unser, Jr.                | 33                           | -                            | [ 66 ]                       |                              |
| 1994-95                      | -                            | -                            | 1                            | -                            | 1                            | Jacques Villeneuve           | Jacques Villeneuve           | 33                           | -                            | [ 67 ]                       |                              |